# تاريخ علاقات جمهورية الصين الشعبية الخارجية
منذ مطلع ثمانينيات القرن العشرين اتبعت الصين سياسةً خارجية شديدة الاستقلال، وتنصلت رسميًا من أي علاقة وثيقة مع أي بلد أو إقليم. كانت الأهداف المذكورة لهذه السياسة صون السلام العالمي ومعارضة كل أشكال الهيمنة وتحقيق التحديث الاقتصادي في الداخل. شددت التصريحات الصينية بصورة متكررة على الترابط بين هذه الأهداف. بمعنى آخر، احتاجت الصين مناخًا دوليًا سلميًا لتخصيص الموارد اللازمة لخطط التطور الطموحة الخاصة بها. كان هدف التحديث الاقتصادي القوة الدافعة وراء مساهمة الصين الفعالة بصورة متزايدة في الشؤون العالمية، ممثَّلةً بسياستها في الانفتاح على العالم الخارجي، التي وسّعت إلى حد كبير علاقات الصين مع الدول الأجنبية. انضمت بكين إلى منظمات دولية عديدة كجزء مما أسمته «سياسة خارجية مستقلة للسلام»، وحافظت على علاقات دبلوماسية مع المزيد من الدول أكثر من أي وقت مضى منذ تأسيس جمهورية الصين الشعبية عام 1949. في عام 2007، امتلكت الصين علاقات دبلوماسية مع 157 دولة و -خلافًا لفترات سابقة- كانت راغبةً في التفاعل مع حكومات أنظمة أو أيديولوجيات اشتراكية مختلفة على أسس التعايش السلمي والاحترام المتبادل.

## نظرة عامة
كانت السمة الأخرى المشتركة بين سياسة الصين الخارجية وسياسات دولٍ أخرى هي أن التعامل الفعلي مع العلاقات الخارجية كان متعارضًا في بعض الأحيان مع السياسة الرسمية. في بعض الأحيان أبرز تشديد بكين على المبادئ في تصريحاتها الرسمية التباين بين تصريحاتها وأفعالها. إضافة إلى ذلك، ترتب على قادة البلاد عادةً اتخاذ قرارات صائبة كرد فعل على الأحداث والظروف، بدلًا من صياغة سياسة خارجية عقلانية بناء على أهدافهم فقط. تضيف الحاجة إلى القيام برد فعل لما حدث أو يحدث عنصرًا من عدم القدرة على التنبؤ بصنع القرارات في السياسة الخارجية، كما كان الحال في عدة منعطفات حاسمة في علاقات الصين الخارجية منذ عام 1949.
إضافة إلى جوانب في صياغة وتنفيذ السياسة الخارجية تشترك بها الصين مع دول أخرى، كان لسياسة الصين الخارجية منذ عام 1949 هذه السمات: التباين بين التطبيق العملي والالتزام بالمبادئ، التقلبات بين القتالية والهدوء، توتر بين الاعتماد على النفس والاعتماد على الآخرين، والتباين بين قدرات الصين الفعلية والمحتملة. خلقت هذه السمات المتناقضة في بعض الأحيان صورةً مربِكة حول سياسة الصين الخارجية: هل سياسة الصين الخارجية براغماتية أساسًا أم هي مستندة إلى المبادئ قبل كل شيء؟ هل الصين محِبّة للسلام أم تنوي إلى إثارة الفوضى؟ هل الهدف الأقصى للصين هو الاكتفاء الذاتي أم هو مترابط اقتصاديًا مع بقية العالم؟ وهل الصين أساسًا دولة فقيرة أم دولة نامية هي في أفضل أحوالها قوة إقليمية أم هي في الواقع عملاق اقتصادي وعسكري وليد يستحق صفة القوة العظمى؟
الإجابة عن هذه الأسئلة هي أن السياسة الخارجية للصين عكست منذ عام 1949 كل هذه الصفات المتناقضة. أكدت الصين أن المبادئ والأيديولوجيا في العلاقات الخارجية تأتي في المرتبة الأولى، تحديدًا خلال خمسينيات وستينيات القرن العشرين، إلا أن القادة الصينيين أظهروا جانبًا عمليًا منحهم مرونةً لتغيير سياساتهم بصورة جذرية في بعض الأحيان، عندما رأوا أن ذلك يصب في مصلحة الصين. كان التحول من التحالف مع الاتحاد السوفييتي ضد الولايات المتحدة الأمريكية واليابان في خمسينيات القرن العشرين إلى سياسة معادية للسوفييت والمصالحة مع اليابان والولايات المتحدة في سبعينيات القرن العشرين واحدًا من التغيرات الأكثر دراماتيكية. منذ عام 1949 تراوحت السياسة الخارجية الصينية بين فترات من القتالية، على سبيل المثال خلال الثورة الثقافية (1966-1976)، حين دعت الصين إلى ثورة عالمية، وفتراتٍ كانت فيها الصين المناصر الرئيسي للتعايش السلمي بين الأمم، كما حصل خلال أواسط خمسينيات القرن العشرين ومرة أخرى خلال ثمانينيات القرن العشرين. كانت المعضلة الدائمة للسياسة الصينية منذ القرن التاسع عشر تتمثل في الدرجة التي يترتب فيها على الصين أن تكون معتمدةً على ذاتها أو على الآخرين من أجل التحديث. مع تذبذب هذه السياسة، تقلّبت العلاقات الخارجية الصينية بين ميل تجاه الانعزال وفتراتٍ من الانفتاح على المساعدة والنفوذ الخارجيين. أخيرًا، كان التناقض بين قدرات الصين الفعلية منذ عام 1949 وإمكانياتها المتصوَّرة سمةً أخرى بارزة ومميزة لعلاقاتها الخارجية. وُضعت الصين بسبب مساحتها الهائلة وتعدادها السكاني ومواردها الطبيعية وقوتها العسكرية ووعي بالتاريخ في موقع غير مألوف بكونها دولة نامية عادةً ما عوملت كقوة عالمية رئيسية تمتلك علاقةً مميزة مع الولايات المتحدة وروسيا، الاتحاد السوفييتي سابقًا.

## تطور السياسة الخارجية
يُقدّم فهم الجذور والقوى التي شكّلت سياسة الصين الخارجية إطار عمل للنظر إلى كل من التغيرات والاستمرارية في سياسة الصين الخارجية منذ عام 1949. يمكن إيجاد جذور سياسة الصين الخارجية في مساحتها وتعدادها السكاني وإرثها التاريخي والآراء الدولية والنزعة القومية وفكر ماو تسي تونغ الماركسي اللينيني. تضافرت هذه العوامل مع قدرات الصين الاقتصادية والعسكرية وهيكلها الحكومي وسيرورة صنع القرار لإبراز بعض أهداف السياسة خارجية: الأمن والسيادة والاستقلال والوحدة الإقليمية وإعادة التوحيد والتطور الاقتصادي.

### الإرث التاريخي والآراء الدولية
أثّر تاريخ الصين الطويل والعريق بصفتها الحضارة المستمرة الأقدم في العالم على علاقاتها السياسية الخارجية بطرق عديدة. لعدة قرون تمتعت الإمبراطورية الصينية جوهريًا بعظمة واكتفاء ذاتي لا يضاهيان. رأت الصين نفسها بأنها المركز الثقافي للكون، نظرة انعكست في مفهوم المملكة الوسطى (زهونغو، الصين في اللغة الصينية). في الجزء الأكبر، نظرت الصين إلى الشعوب غير الصينية كبرابرة غير متحضرين. على الرغم من أن هؤلاء «البرابرة» اجتاحوا الصين وحكموها في بعض، كما حدث خلال حكم سلالات يوان «1279-1368م» و]سلالة تشينغ[ (1644-1911)، احتفظ غير الصينيين عادةً بمؤسسات صينية كافية للحفاظ على استمرارية التقاليد. ولأن الإمبراطور الصيني كان يُعتبر حاكم البشرية بأسرها نظرًا إلى تفوقه الفطري، كانت العلاقات مع الدول والجهات الأخرى علاقة تبعية، لا علاقة مساواة بين دولتين. تقليديًا، ليس ثمة نظير لوزارة الخارجية، اشتملت العلاقات الخارجية على نشاطاتٍ مثل بعثات إتاوة إلى الإمبراطور قامت بها دول سعت إلى التجارة مع الصين وحملاتٍ عسكرية صينية ضد البرابرة المجاورين لإبقائهم خارج حدود الصين. استُقبل الأوروبيون الأوائل الذين سعوا إلى تجارة مع الصين، الأمر الذي بدأ في القرن السادس عشر، كبعثات إتاوة وتَرتَّب عليها أن تلتزم بشكليّات وطقوس نظام الإتاوة في البلاط الصيني. بقيت نظرة الصين إلى نفسها بأنها مركز للحضارة لا جدال فيه -ظاهرة تدعى المركزية الصينية- ثابتةً حتى القرن التاسع عشر، حين بدأت سلالة تشينغ بالتقهقر تحت الضغط الغربي.
المفهوم التقليدي المرتبط بنظرة الصين إلى نفسها بصفتها المملكة الوسطى والذي ما يزال ملائمًا هو مفهوم «استخدام البرابرة للسيطرة على البرابرة». في الأزمنة الحديثة، أخذت هذه الممارسة صيغة استخدام العلاقات مع قوة خارجية كثقل موازنة للعلاقات مع آخرين. هناك مثالان عن سياسة الصين، «الاستناد على جانب واحد» في تحالف صيني-سوفييتي في خمسينيات القرن العشرين للدعم ضد الولايات المتحدة، ومصالحة بكين مع الولايات المتحدة في سبعينيات القرن العشرين لمجابهة التهديد السوفييتي الملموس للصين في ذلك الوقت. ومع ذلك يبدو أن رغبة الصين القوية بالسيادة واستقلال الفعل جعلت التحالفات أو شبه التحالفات الصينية قصيرة الأجل.